# IJsland op de Olympische Zomerspelen 1956
IJsland nam deel aan de Olympische Zomerspelen 1956 in Melbourne, Australië. De atleet Vilhjálmur Einarsson won de eerste medaille voor zijn land.

## Medailleoverzicht
| Sport    | Olympiër             | Discipline             | Medaille |
| -------- | -------------------- | ---------------------- | -------- |
| Atletiek | Vilhjálmur Einarsson | hink-stap-springen (m) | Zilver   |

## Deelnemers en resultaten

### Atletiek
| Olympiër             | Discipline             | Resultaat | Prestatie                                           |
| -------------------- | ---------------------- | --------- | --------------------------------------------------- |
| Hilmar Þorbjörnsson  | 100m (m)               | 30e       | serie 1: 3de in 11,12                               |
| Hilmar Þorbjörnsson  | 200m (m)               | DNS       | serie 6: niet gestart                               |
| Vilhjálmur Einarsson | hink-stap-springen (m) | Zilver    | kwalificatie: 9de met 15,16m finale: 2de met 16,26m |

Afghanistan · Argentinië · Australië · Bahama's · België · Bermuda · Birma · Brazilië · Brits-Guiana · Bulgarije · Cambodja* · Canada · Ceylon · Chili · Colombia · Cuba · Denemarken · Duits eenheidsteam · Egypte* · Ethiopië · Fiji · Filipijnen · Finland · Frankrijk · Griekenland · Groot-Brittannië · Hongarije · Hongkong · Ierland · IJsland · India · Indonesië · Iran · Israël · Italië · Jamaica · Japan · Joegoslavië · Kenia · Liberia · Luxemburg · Malakka · Mexico · Nederland* · Nieuw-Zeeland · Nigeria · Noord-Borneo · Noorwegen · Oeganda · Oostenrijk · Pakistan · Peru · Polen · Portugal · Puerto Rico · Roemenië · Singapore · Sovjet-Unie · Spanje* · Taiwan · Thailand · Trinidad en Tobago · Tsjecho-Slowakije · Turkije · Uruguay · Venezuela · Verenigde Staten · Vietnam · Zuid-Afrika · Zuid-Korea · Zweden · Zwitserland*

*alleen deelgenomen in Stockholm